# Jessica Hilzinger
Jessica Hilzinger (* 26. Mai 1997 in Grabs, Schweiz) ist eine deutsche Skirennläuferin. Ihre stärksten Disziplinen sind Slalom und Riesenslalom. Da sie auch die liechtensteinische Staatsbürgerschaft besitzt, startete sie bis zum Ende der Saison 2014/15 für Liechtenstein. Sie gehört seit August 2017 dem Zoll-Ski-Team an.

## Biografie
Hilzinger wurde in Grabs im Schweizer Kanton St. Gallen geboren. Als Tochter eines Deutschen und einer Liechtensteinerin (mit österreichischen Wurzeln) wuchs sie in Schaan im angrenzenden Fürstentum Liechtenstein auf. Seit ihrem achten Lebensjahr ist sie deutsch-liechtensteinische Doppelstaatsbürgerin. Gefördert von ihrem Vater, der Skilehrer und Skilehrerausbilder ist und daneben den Skiclub Schaan präsidiert, ging sie zunächst für den liechtensteinischen Skiverband an den Start. Sie nahm 2012 im kanadischen Whistler am renommierten Jugendrennen Whistler Cup teil und siegte im Riesenslalom. Die ersten Einsätze in FIS-Rennen folgten im November 2013 im Alter von 16 Jahren. Der erste Sieg auf dieser Stufe gelang ihr am 3. März 2015 im Slalom von Malbun. Einen Tag später gewann sie den liechtensteinischen Slalom-Meistertitel.
2014 äußerte Hilzinger den Wunsch, in Zukunft für Deutschland zu starten, da der Liechtensteinische Skiverband (LSV) sie ihrer Meinung nach nicht genügend fördern könne. Zunächst einigte man sich darauf, dass sie zumindest bis Ende Saison 2014/15 weiterhin für Liechtenstein Rennen fährt. Außerdem bot ihr der LSV verbesserte Trainingsbedingungen an, darunter einen eigenen Techniktrainer und eine verstärkte Zusammenarbeit mit Tina Weirather. Im April 2015 gab der LSV bekannt, dass sich Hilzinger definitiv für einen Wechsel zum Deutschen Skiverband (DSV) entschieden habe.
Hilzinger, die das Gertrud-von-le-Fort-Gymnasium in Oberstdorf absolviert und dem dortigen Skiclub angehört, wurde zu Beginn der Saison 2015/16 sogleich im Weltcup eingesetzt, obwohl sie im Europacup noch kein einziges zählbares Ergebnis vorzuweisen hatte. Am 28. November 2015 fuhr sie im Slalom von Aspen auf den 25. Platz und gewann damit auf Anhieb die ersten Weltcuppunkte. Verletzungsbedingt musste sie fast die gesamte Saison 2015/16 pausieren. Im Januar 2017 gewann sie zwei Europacuprennen.

## Erfolge

### Weltmeisterschaften
- St. Moritz 2017: 22. Slalom

### Weltcup
- 2 Platzierungen unter den besten zehn

### Weltcupwertungen
| Saison  | Gesamt | Gesamt | Slalom | Slalom | Kombination | Kombination | Parallel | Parallel |
| Saison  | Platz  | Punkte | Platz  | Punkte | Platz       | Punkte      | Platz    | Punkte   |
| ------- | ------ | ------ | ------ | ------ | ----------- | ----------- | -------- | -------- |
| 2015/16 | 118.   | 6      | 54.    | 6      | –           | –           | –        | –        |
| 2017/18 | 104.   | 20     | 44.    | 20     | –           | –           | –        | –        |
| 2018/19 | 102.   | 20     | 45.    | 20     | –           | –           | –        | –        |
| 2019/20 | 86.    | 33     | 39.    | 19     | 29.         | 13          | 46.      | 1        |
| 2020/21 | 93.    | 23     | 39.    | 23     | –           | –           | –        | –        |
| 2021/22 | 87.    | 35     | 20.    | 35     | –           | –           | –        | –        |
| 2022/23 | 54.    | 133    | 20.    | 133    | –           | –           | –        | –        |
| 2023/24 | 106.   | 18     | 48.    | 3      | 47.         | 13          | –        | –        |

### Europacup
- Saison 2016/17: 8. Gesamtwertung, 2. Riesenslalomwertung
- Saison 2019/20: 3. Gesamtwertung, 1. Slalomwertung, 2. Kombinationswertung
- Saison 2020/21: 3. Gesamtwertung, 4. Riesenslalomwertung
- Saison 2021/22: 8. Slalomwertung
- 16 Podestplätze, davon 7 Siege:

| Datum            | Ort            | Land       | Disziplin    |
| ---------------- | -------------- | ---------- | ------------ |
| 17. Januar 2017  | Zinal          | Schweiz    | Slalom       |
| 7. Dezember 2015 | Melchsee-Frutt | Schweiz    | Riesenslalom |
| 2. Dezember 2019 | Funäsdalen     | Schweden   | Slalom       |
| 3. Dezember 2019 | Funäsdalen     | Schweden   | Slalom       |
| 18. Januar 2020  | Zell am See    | Österreich | Slalom       |
| 27. Februar 2021 | Livigno        | Italien    | Riesenslalom |
| 6. Dezember 2022 | Zinal          | Schweiz    | Riesenslalom |

### Weitere Erfolge
- 5 Siege in FIS-Rennen
- 1 liechtensteinischer Meistertitel (Slalom 2015)